# Resolutie 2329 Veiligheidsraad Verenigde Naties
Resolutie 2329 van de Veiligheidsraad van de Verenigde Naties werd op 19 december 2016 unaniem aangenomen door de VN-Veiligheidsraad. De resolutie verlengde de ambstermijnen van zeven rechters en de openbaar aanklager van het Joegoslavië-tribunaal tot eind november 2017. De verwachting was dat alle rechtszaken bij het tribunaal tegen dan zouden zijn afgelopen.
Rusland wees opnieuw op de vertragingen bij de rechtszaken van het Joegoslavië-tribunaal, die inmiddels meerdere jaren aansleepten. Deze resolutie stelde duidelijk dat dit de laatste verlenging zou zijn.
Op 29 november 2017 rondde het tribunaal effectief zijn werk af, en liep daarmee na vijfentwintig jaar ten einde. Een aantal zaken waren aan het Internationaal Restmechanisme voor Straftribunalen overgedragen, en zouden daar verder lopen.

## Achtergrond
In 1980 overleed de Joegoslavische leider Tito die decennialang de bindende kracht was geweest tussen de zes deelstaten van het land. Na zijn dood kende het nationalisme een sterke opmars en in 1991 verklaarde Bosnië en Herzegovina zich onafhankelijk. De Servische minderheid in het land kwam hiertegen in opstand en begon een burgeroorlog waarbij ze probeerden de Bosnische volkeren te scheiden. Tijdens die oorlog vonden massamoorden plaats waarbij tienduizenden mensen omkwamen. In 1993 werd het Joegoslavië-tribunaal opgericht dat de oorlogsmisdaden die hadden plaatsgevonden moest berechten.

## Inhoud
Het Joegoslavië-tribunaal had zich nu voorgenomen zijn werk tegen 30 november 2017 af te ronden. Op vraag van de voorzitter van het tribunaal werden de ambtstermijnen van de rechters een laatste keer verlengd. Zodoende zagen volgende rechters hun ambtstermijn verlengd tot 30 november 2017, of tot hun lopende zaak was afgelopen indien dat eerder was:
- Carmel Agius
- Liu Daqun
- Christoph Flügge
- Theodor Meron
- Bakone Justice Moloto
- Alphons Orie
- Fausto Pocar

De Belg Serge Brammertz werd herbenoemd als openbaar aanklager van het tribunaal. Ook werd de ambtstermijn van rechter Carmel Agius als voorzitter van het tribunaal verlengd tot 31 december 2017, of tot een maand nadat de laatste zaak werd afgerond indien eerder.
Lijst ·  2260 ·  2261 ·  2262 ·  2263 ·  2264 ·  2265 ·  2266 ·  2267 ·  2268 ·  2269 ·  2270 ·  2271 ·  2272 ·  2273 ·  2274 ·  2275 ·  2276 ·  2277 ·  2278 ·  2279 ·  2280 ·  2281 ·  2282 ·  2283 ·  2284 ·  2285 ·  2286 ·  2287 ·  2288 ·  2289 ·  2290 ·  2291 ·  2292 ·  2293 ·  2294 ·  2295 ·  2296 ·  2297 ·  2298 ·  2299 ·  2300 ·  2301 ·  2302 ·  2303 ·  2304 ·  2305 ·  2306 ·  2307 ·  2308 ·  2309 ·  2310 ·  2311 ·  2312 ·  2313 ·  2314 ·  2315 ·  2316 ·  2317 ·  2318 ·  2319 ·  2320 ·  2321 ·  2322 ·  2323 ·  2324 ·  2325 ·  2326 ·  2327 ·  2328 ·  2329 ·  2330 ·  2331 ·  2332 ·  2333 ·  2334 ·  2335 ·  2336